# Robert Kosch
Robert Kosch (n. 5 aprilie 1856, Glatz, Prusia – d. 22 decembrie 1942, Berlin, Germania) a fost unul dintre generalii armatei Germaniei din Primul Război Mondial. A îndeplinit funcțiile de  comandant al Diviziei 10 Infanterie, Corpului I Armată și Corpului X Rezervă.
A îndeplinit funcția de comandant al Comandamentului General 52 Rezervă în campania acestuia din România, din anii 1916-1917.

## Familia
Robert Kosch s-a născut la 5 aprilie 1856, fiind ultimul din cei zece copii ai cuplului Hermann și Agnes Kosch (născută Heinrich). La 3 aprilie 1880 s-a căsătorit cu Gertrude Noeggerath, cu care a avut trei fiice.

## Cariera militară
La 23 aprilie 1874 a absolvit Școala Militară de Ofițeri din Berlin cu gradul de sublocotenent, fiind repartizat la Regimentul 51 din Silezia Inferioară. Între 1877-1880 a urmat Academia de Război a Prusiei. Între 1 aprilie 1881 și 30 martie 1887 a ocupat funcțiile de adjutant al Batalionului 1 și ulterior al Regimentului 51 Infanterie, dislocat în orașul Glatz din Silezia. Începând cu 1 aprilie 1891 a fost mutat pentru un stagiu la Statul Major General al Armatei Prusace din Berlin. A ocupat ulterior diverse alte poziții în armată.
La 22 aprilie 1912 a fost avansat la gradul de general-locotenent și apoi, la 4 iunie 1912, a fost numit la comanda Diviziei 10 Infanterie. A condus cu succes această mare unitate în cursul Bătăliei de la Verdun din prima parte a Primului Război Mondial. La 9 octombrie 1914 a fost numit comandant al Corpului I Armată dislocat pe frontul de est la granița cu Lituania. După o retragere inițială în fața forțelor rusești mult superioare numeric, a reușit să oprească înaintarea acestora, obținând victoria în a doua bătălie de pe Lacurile Mazuriene. Pentru acest succes, Kosch a fost decorat cu Ordinul Pour le Mérite. La 11 iunie 1915 a fost numit comandant al Corpului X Rezervă, pe care l-a condus în luptele de la Nistru, Gnisa Lipa, Krasnostaw până la Bug. În anul 1916 a fost transferat pe frontul din Balcani, unde Diviziile 101 și 103 Infanterie din subordinea sa au luptat împotriva Serbiei. Pentru succesele repurtate Kosch a primit la 27 noiembrie 1915 ordinul Pour le Mérite, cu frunze de stejar.
La sfârșitul lunii februarie 1916 a participat la Bătălia de la Verdun, fiind avansat la gradul de general de infanterie la 18 august 1916. La 28 august 1916 a fost numit la conducerea nou-înființatului Comandament General 52 Rezervă, care a fost dislocat în Bulgaria la frontiera cu România. 
Între 30 noiembrie și 3 decembrie 1916 s-au desfășurat Bătălia pentru București. „Grupul Kosch”, aflat sub comanda generalului August von Mackensen, a trecut Dunărea pe la Zimnicea și, împreună cu Armata 9 aflată sub comanda generalului Erich von Falkenhayn, a reușit să înfrângă forțele româno-ruse, aflate sub comanda generalului Constantin Prezan.:p. 40 Ca urmare, la 6 decembrie 1916 trupele germane au intrat în București și l-au ocupat. 
Forțele „Grupul Kosch” au continuat apoi urmărirea forțelor româno-ruse aflate în retragere până la mijlocul lunii ianuarie 1917 când frontul s-a stabilizat în Moldova. Începând cu 1 mai 1917 generalul Kosch a asigurat comanda temporară a Armatei 9 după plecarea generalului Falkenhayn și până la sosirea generalului Johannes von Eben.
După desființarea „Armatei Dunării”, în martie 1918 Kosch a participat în calitate de comandant al Comandamentului General 52 Rezervă la ocuparea Ucrainei și la luptele împotriva Armatei Roșii. La 1 mai 1918 a fost numit comandant al tuturor trupelor din Taurida și Crimeea. 
După război a preluat comanda „Forțelor de Supraveghere a Frontierei Estice”. A fost trecut în rezervă pe 10 ianuarie 1919. A decedat în 1942. A fost îngropat în Cimitirul Invalizilor din Berlin. Mormântul lui nu este cunoscut.

## Distincții și recunoașteri
Pentru activitatea sa ca militar, Robert Kosch a fost decorat cu o serie de ordine și medalii, germane și străine:
- - Ordinul Pour le Mérite, cu frunze de stejar (Germania, 1915)
- - Ordinul Coroana de Fier, clasa I, cu însemne de război (Austria, 1915)
- - Ordinul Coroanei (Prusia, 1909)
- - Ordinul  Crucea de Fier , clasa II și clasa I (Germania, 1914)
- - Medalia Steaua Gallipoli (Imperiul Otoman, 1916)
- - Medalia Crucea Hanseatică (Germania, 1916)
- - Crucea Frederickcross (Germania, 1916)